# باول ليتل
باول ليتل (بالإنجليزية: Paul Little)‏ هو لاعب الرغبي ‏ نيوزلندي، ولد في 14 سبتمبر 1934 في أوكلاند في نيوزيلندا، وتوفي في 7 أغسطس 1993.